# エメラルド・トライアングル
座標: 北緯40度00分07秒 西経123度32分40秒 / 北緯40.00198度 西経123.54453度
エメラルド・トライアングル（英: Emerald Triangle）は、アメリカ合衆国カリフォルニア州北部のメンドシーノ郡、ハンボルト郡およびトリニティ郡を合わせた地域を指す。この3郡はアメリカ合衆国の中で最大の大麻生産地域となっている。大麻の生産は1960年代にベイエリアのヒッピーがこの地域に入植し非合法に始めたという。1996年、カリフォルニア州提議215号により、郡内で医者の推薦を得た患者と介護人は合法的に99株までマリファナ栽培が認められた。
3郡の総人口は22万5835人（2010年）で、最大の都市はユーレカである。総面積26,600km²の大半は森林であり、人家はまばらである。大麻は地域の主要産品となっており、メンドシーノ郡の推計では大麻生産額が郡経済の3分の2に上っている。
3郡を繋ぐ主要道路であるアメリカ国道101号線とカリフォルニア州道299号線は、セコイア（レッドウッド）の並木になっており、この2つの道はエメラルド・トライアングルをカリフォルニア州の他の地域から隔離すような形になっている。このため、地域は「レッドウッドカーテンの中」呼ばれている。
3郡の政治姿勢はリベラルでリバタリアニズムであることで知られており、伝統的には林業に依存してきた。またジェファーソン州と名付けられたカリフォルニア州からの分離運動を行った地域でもある。このときは北隣のオレゴン州の数郡も計画に加わっていた。

アメリカ合衆国における大麻の合法化状況。青色は合法、緑色は医療用に限り合法、灰色は違法、赤Dは刑罰無しの州